# Symbolic Bride
Symbolic Bride  é o 21º álbum de estúdio de Masami Okui. Foi lançado em 10 de junho de 2015 pela Lantis e possui 14 faixas.

## Recepção
O álbum chegou à 65ª posição no Oricon Albums Chart. Também chegou à 55ª posição na Billboard Japan.
Ao analisar o álbum, o CD Journal disse que "é claro que sua voz suave e poderosa ganhou o apoio de muitos ouvintes. Sua energia em canções como "JOY", que tem um tom muito positivo, passa uma sensação de juventude que te desliga da idade real da artista." Também enfatiza os temas de batalha e amor.

## Legado
Várias músicas foram usadas em fogos eletrônicos. "Shizuka no Honoo" foi usada no MMORPG Hunter Hero; "FISSION" no jogo Grisaia no Rakuen; e "Hikari no Hana" em dois jogos da franquia Muv-Luv.
Também há canções usadas em outras obras da cultura pop, como "Takarabako -TREASURE BOX-" e "Sora no Uta", ambas usadas em animes (detalhados abaixo). Já "PLATONIC ~Luna~" foi usada em uma produção tokusatsu da franquia Garo.

## Faixas
| N.º            | Título                                                                 | Letras         | Música            | Arranjo                   | Duração |  |
| 1.             | "Hikari e ~I pray to be given~"                                        | M. Okui        | M. Okui           | Kenichi Sudo              | 2:22    |  |
| 2.             | "SYMBOLIC BRIDE ~Rebellion of Valkyrie~"                               | M. Okui        | M. Okui           | Hideyuki Suzuki           | 4:46    |  |
| 3.             | "Aoi Namida"                                                           | M. Okui        | M. Okui           | H. Suzuki                 | 4:53    |  |
| 4.             | "Delusion"                                                             | M. Okui        | Masato Nakayama   | M. Nakayama               | 4:00    |  |
| 5.             | "Shizuka no Honoo" (de Hunter Hero)                                    | Queen Mesa     | Queen Mesa        | MACARONI☆                 | 4:13    |  |
| 6.             | "Koisuru Omoi"                                                         | M. Okui        | Tomoyuki Nakazawa | T. Nakazawa e eba         | 4:21    |  |
| 7.             | "JOY"                                                                  | M. Okui        | Yoshihito Onda    | Y. Onda e Takeshi Toriumi | 4:35    |  |
| 8.             | "Takarabako -TREASURE BOX-" (de SHIROBAKO)                             | M. Okui        | KAYOKO            | Naoki Chiba               | 3:53    |  |
| 9.             | "FISSION" (de Grisaia no Rakuen -LE EDEN DE LA GRISAIA-)               | M. Okui        | Hitoshi Fujima    | H. Fujima                 | 3:54    |  |
| 10.            | "CHAOS LOVE"                                                           | M. Okui        | Kazuya Takase     | K. Takase                 | 6:06    |  |
| 11.            | "PLATONIC ~Luna~" (de GARO: Yami wo Terasu Mono)                       | M. Okui        | M. Okui           | Shiho Terada              | 5:09    |  |
| 12.            | "Hikari no Hana" (de Muv-Luv photonflowers* e Muv-Luv photonmelodies♮) | M. Okui        | M. Okui           | H. Suzuki                 | 6:09    |  |
| 13.            | "Hikari e ~crossroads~"                                                | M. Okui        | M. Okui           | K. Sudo                   | 6:16    |  |
| 14.            | "Sora no Uta" (de Kyoukaisen Jou no Horizon II)                        | M. Okui        | M. Okui           | Takago Azuma              | 4:42    |  |
| Duração total: | Duração total:                                                         | Duração total: | Duração total:    | Duração total:            | 65:19   |  |